# Pont sur l'Oyapock
Le pont sur l'Oyapock est un pont entre la ville de Saint-Georges en Guyane (France) et la ville d'Oiapoque en Amapá (Brésil). Il franchit la frontière entre le Brésil et la France sur le fleuve Oyapock. Sa construction est terminée depuis août 2011, mais il n'est inauguré qu'en mars 2017. Sa mise en service était pourtant prévue pour fin 2014,, mais il y eut des retards dans le développement des infra-structures brésiliennes (équipement du poste frontière, recrutement du personnel et surtout construction de la route).

## Histoire
En 1997, Fernando Henrique Cardoso et Jacques Chirac, présidents brésilien et français à l'époque, décident de lancer la construction d'un pont entre les deux pays. Ce pont est conçu par l'ingénieur italien Mario de Miranda.
Lors de la 10e commission mixte transfrontalière entre le Brésil et la France, les deux pays se mettent d'accord sur une ouverture provisoire fin janvier 2017 restreinte aux particuliers (voitures, vélos, piétons…) pour des raisons techniques ; cependant aucune date pour l'inauguration officielle n'est alors avancée.
Le pont de l'Oyapock est inauguré le 18 mars 2017 en présence du préfet de Guyane Martin Jaeger et du gouverneur de l'Amapá Waldez Góes, et ouvert à la circulation pour la première fois le lundi 20 mars 2017. Il est depuis ouvert tous les jours de 7 à 19 heures.

## Caractéristiques
Il s'agit d'un pont à haubans, les deux pylônes culminent à 83 mètres de haut, sa longueur est de 378 mètres, il comporte deux voies de 3,50 m de largeur. Le tirant d'air sous le pont est de 15 mètres.
Côté français, l'accès s'effectue par un poste de contrôle frontalier (PCF) où sont présentes deux administrations de contrôle : la Police aux frontières et la Douane. La Direction de l'alimentation, de l'agriculture et de la forêt prévoit d'occuper ses locaux lors de l'ouverture commerciale du pont.
Le pont, sans péage (les aubettes servent aux contrôles frontaliers et non au péage), est accessible aussi bien aux véhicules qu'aux piétons.
Côté brésilien, une partie de la route entre le pont et Macapá, la capitale de l'État de l'Amapá, à environ 580 kilomètres, n'est pas goudronnée ; cette partie encore à l'état de piste est peu praticable 6 mois par an (en saison humide) ; de plus, comme l'assurance automobile est obligatoire en France mais pas au Brésil, peu de véhicules sont assurés dans ce dernier pays et les autres devraient payer une assurance avant de pouvoir se rendre en France, mais cette assurance reste chère, même pour une courte durée.

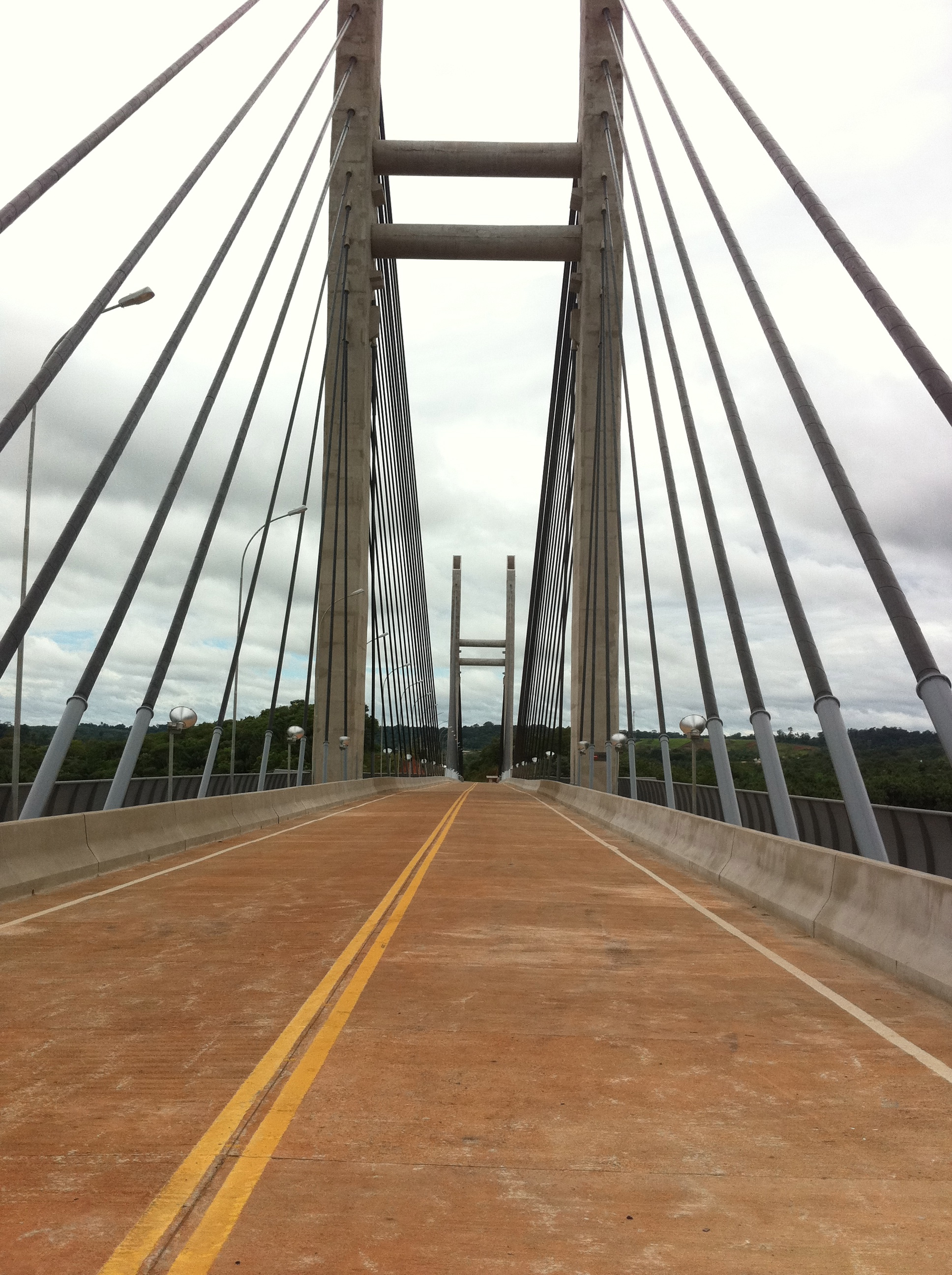
Vue du côté français.
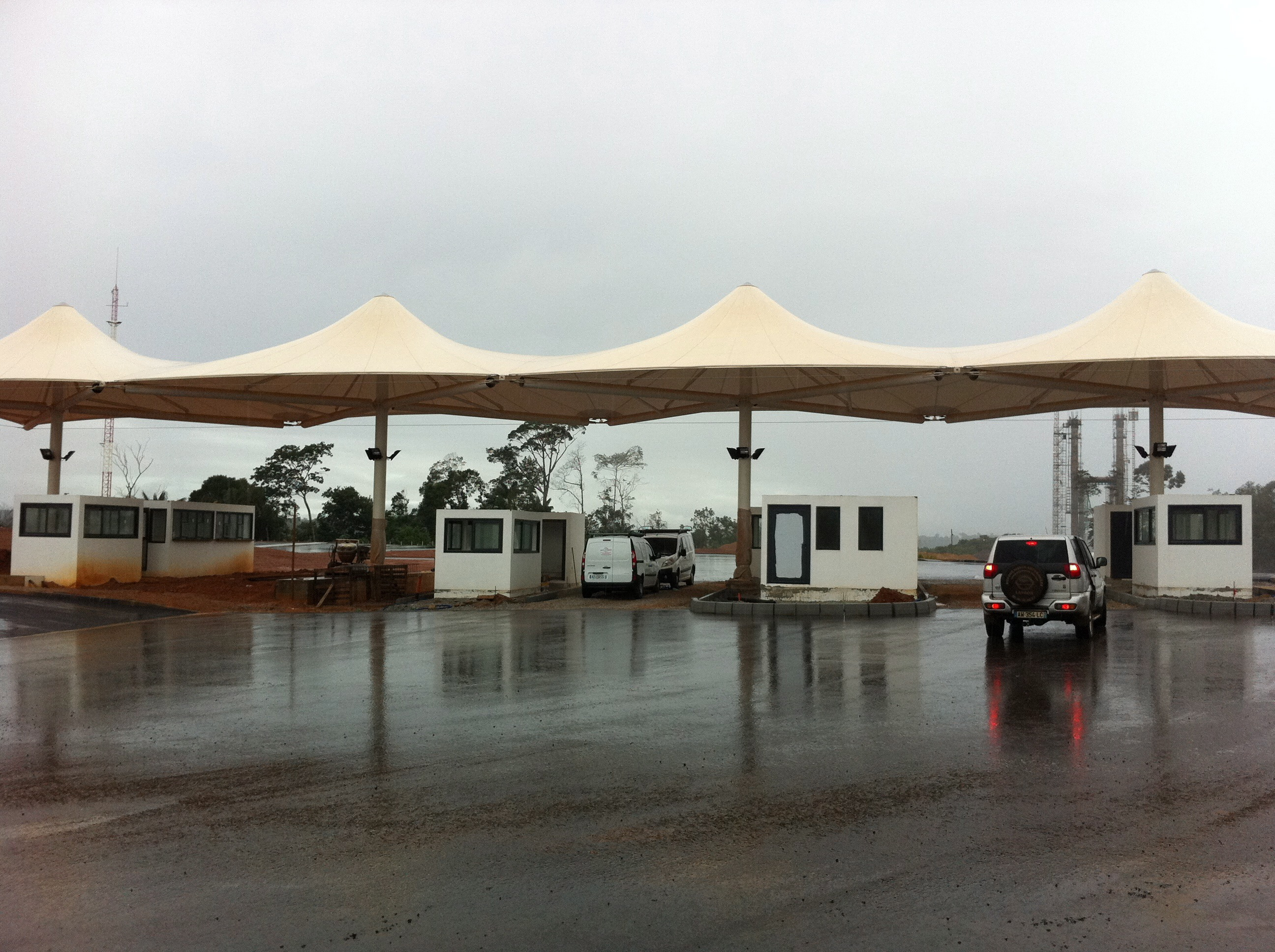
Postes de contrôle

## Routes
- Côté Guyane française : RN 2 vers Cayenne
- Côté Brésil : BR-156 vers Macapá

### Vidéographie
- Oyapock, Documentaire de 53 minutes, tourné durant plus d'un an en immersion auprès des habitants des villes frontalières / 2012.